# Stefan Mogren
Stefan Mogren (27 maggio 1968) è un ex calciatore svedese, di ruolo difensore.

## Carriera

### Club
Mogren cominciò la carriera con la maglia del Västerås, per poi passare all'Örebro. Dopo una breve esperienza al Forward, si trasferì all'Oddevold e poi all'Elfsborg. Nel 2000 passò ai norvegesi dell'Haugesund, per cui esordì nella Tippeligaen il 9 aprile, nel pareggio per 2-2 contro il Bodø/Glimt. A fine stagione il club retrocesse, ma Mogren rimase in squadra per un altro anno.